# Not the Actual Events
Not the Actual Events (в переводе с англ. — «Неактуальные события») — второй оригинальный мини-альбом американской индастриал-рок-группы Nine Inch Nails, выпущенный 23 декабря 2016 года лейблом The Null Corporation; сделавшие предзаказ на альбом по линиям цифровой дистрибуции получили ссылки на скачивание днём ранее. Not the Actual Events — двадцать девятый релиз NIN по нумерации Halo и первый с участием Аттикуса Росса как официального участника группы. Альбом распространяется на грампластинках и по линиям цифровой дистрибуции; в цифровое издание альбома также входит некий «физический компонент», рассылка которого была начата в марте 2017 года.

## Предыстория
Летом 2015 года Трент Резнор в интервью для Rolling Stone сообщил о начале работы над новым альбомом Nine Inch Nails и сказал, что «эта запись — не из тех, какие можно закончить в течение месяца. Это словно на ощупь брести в темноте, чувствуя, что звук интересный». В декабре этого же года Резнор оставил в своём твиттере следующее сообщение:

«Новый [релиз] NIN выйдет в 2016 [году]. Всё остальное тоже.»
Оригинальный текст (англ.)New NIN coming in 2016. Other stuff, too.
В течение 2016 года Резнор вместе с Аттикусом Россом записали музыку к документальной ленте «Спасти планету» и кинокартине «День патриота». В октябре 2016 года, отвечая на вопрос фанатов о времени выхода нового материала Nine Inch Nails, Резнор сказал, что «2016 ещё не закончился». Позднее в декабре он в материале Rolling Stone сказал по этому вопросу следующее: «Это я точно говорил? <…> Просто подождите и посмотрите, что будет». Три дня спустя после публикации этого материала Резнор анонсировал название нового релиза — Not the Actual Events — и выпуск переизданий предыдущих релизов NIN.

## Издание

### Физический компонент
В комплект «цифрового» предзаказа входит так называемый «физический компонент», рассылка которого планировалась в январе 2017 года, но была начата лишь в марте. Содержимое «физического компонента», вложенного в чёрного цвета конверт, включило в себя чёрный красящийся порошок, буклет альбома на карточках и прозрачную фотографию с изображением музыкантов; содержание порошка стало предметом обсуждения. Предупреждающая надпись на конверте гласила следующее:

«Полностью прочитать перед открытием [конверта]. Действия имеют последствия. Настоящий материал может содержать подрывные элементы, которые спровоцируют чувство эйфории. Оно может быть вредным и тревожащим для потребителя. По этой причине данный материал может привести к неосуществленным ожиданиям либо к неожиданным последствиям при открытии. В обеих ситуациях необходима осторожность. И что важно: это создаст беспорядок. Открывая данный конверт любым [возможным] способом, вы принимаете на себя и свою собственность все связанные риски и таким образом отказываетесь от любых претензий против [лейбла] The Null Corporation, его дочерних и аффилированных организаций в случае причинения вам какого-либо ущерба.»
Оригинальный текст (англ.)To be read IN ITS ENTIRETY before opening. Actions have consequences! N.T.A.E. may contain subversive elements that produce feelings of euphoria and may be harmful and unsettling to the consumer. Likewise, this physical package may lead to unrealized expectations or unexpected results upon opening. Caution should be exercised with both. AND THIS IS IMPORTANT… This will make a mess. By opening this envelope in any way, you assume all risks to your person and / or property and waive any claim against the Null Corporation, any of its subsidiaries or affiliated entities from any and all damages or harm you may incur.

### Выпуск на грампластинках
Предзаказы на виниловую версию альбома планируются к выполнению весной 2017 года.

## Содержание
Not the Actual Events, как отмечает обозреватель Pitchfork Бенджамин Шайм, ознаменовал отход от грув-ориентированного стиля предыдущего альбома NIN — Hesitation Marks 2013 года — в пользу звучания, характерного для релизов 1990-х годов. Тем не менее, альбом сохраняет электронные элементы из Hesitation Marks и Year Zero, но дополняет их новыми, «более органичными», чертами в духе The Fragile: «шумящими» электрогитарами, «ностальгирующими» мотивами фортепиано и сильно искажённым басом.
Открывающий трек — песня «Branches/Bones» — приближается в плане звучания к Broken, хотя и содержит, по словам Дэна Богосяна из The A.V. Club, «современный блеск» поздних работ; Хайм отмечает в треке перекличку с песнями «1,000,000» и «Discipline» с альбома The Slip, тогда как Богосян пишет, что «пульсирующая» гитара «поддакивает» «Wish» и «Starfuckers, Inc.». Следующий трек «Dear World,» основывается на партии синтезатора, улучшенного секвенсорами и перкуссией; на этом фоне, как пишет Рауль Станчу из Sputnikmusic, Резнор «излагает свои мысли о том, как общество катится вниз по наклонной». Два последующих трека — «She’s Gone Away» и «The Idea of You» — отмечены участием вокалистки How To Destroy Angels Мэрикуин Маандиг и фронтмена Foo Fighters Дэйва Грола соответственно. «The Idea of You» — «помесь „альтернативы“ и индастриал-рока», по словам обозревателя Consequence of Sound Зои Камп — характеризуется полиритмическим припевом и соло ударных. Заключительный трек — песня «Burning Bright (Field on Fire)» — характеризуется сладжевым звучанием, стилистически близким к творчеству группы Godflesh.

## Отзывы
| Совокупная оценка    | Совокупная оценка |
| Источник             | Оценка            |
| -------------------- | ----------------- |
| AnyDecentMusic?      | 6.7/10            |
| Metacritic           | 74/100            |
| Оценки критиков      |                   |
| Источник             | Оценка            |
| The A.V. Club        | B-                |
| AllMusic             | [ 24 ]            |
| Alternative Press    | [ 21 ]            |
| Consequence of Sound | C                 |
| Exclaim!             | 6/10              |
| Pitchfork            | 6.3/10            |
| Sputnikmusic         | [ 18 ]            |

## Список композиций
Слова и музыка всех песен — написаны Трентом Резнором и Аттикусом Россом.
| №  | Название                         | Длительность |
| -- | -------------------------------- | ------------ |
| 1. | «Branches/Bones»                 | 1:47         |
| 2. | «Dear World,»                    | 4:07         |
| 3. | «She's Gone Away»                | 6:00         |
| 4. | «The Idea of You»                | 3:27         |
| 5. | «Burning Bright (Field on Fire)» | 5:50         |

## Участники записи
Все персоналии указываются согласно данным, указанным в примечаниях к альбому.
| Nine Inch Nails - Трент Резнор — написание и ведущий вокал; - Аттикус Росс — написание и сведе́ние. Дополнительные музыканты - Мэрикуин Маандиг — бэк-вокал (трек 3); - Дэйв Грол — ударные (трек 4); - Дэйв Наварро — гитары (трек 5). | Технический персонал - Алан Молдер — сведе́ние; - Том Бейкер — мастеринг; - Крис Холмс, Дастин Мосли, Дзюн Муракава и Крис Ричардсон — звукоинженеры; - Джон Кроуфорд и Кори Холмс — оформление. |

## Позиции в чартах
| Чарт (2016)                            | Наивысшая позиция |
| -------------------------------------- | ----------------- |
| Канада (Canadian Albums Chart)         | 47                |
| Heatseekers Albums (RMNZ)              | 1                 |
| США (Billboard 200)                    | 26                |
| США (Billboard Top Alternative Albums) | 2                 |
| США (Billboard Independent Albums)     | 3                 |
| США (Billboard Top Rock Albums)        | 4                 |